# كنيسة الشهداء (مادبا)
كنيسة الشهداء من المعالم الأثرية القديمة في مدينة مادبا في الأردن، يعود تاريخ هذه الكنيسة إلى الفترة البيزنطية، خلال القرن السادس الميلادي. 
تعتبر كنيسة الشهداء مثال على نمط الكنائس البازيليكي، وتتضمن أرضية فسيفسائية مثالية، وهي عبارة عن لوحة فسيفسائية وأعمدة تحيط بها ، ويمكن قراءة زخارفها الفريدة من نوعها.
كانت تحتوي الكنيسة على ثلاثة أبواب وصفين من عشرة أعمدة رومانية قديمة ومذابح. وعلى الرغم من تأثر الكنيسة بأعمال التنقيب والبحث عن الأثار، إلا أنها ما زالت تحتفظ بالأرضية الفسيفسائية وواضح عليها الزخارف والنقوش.

## الصور

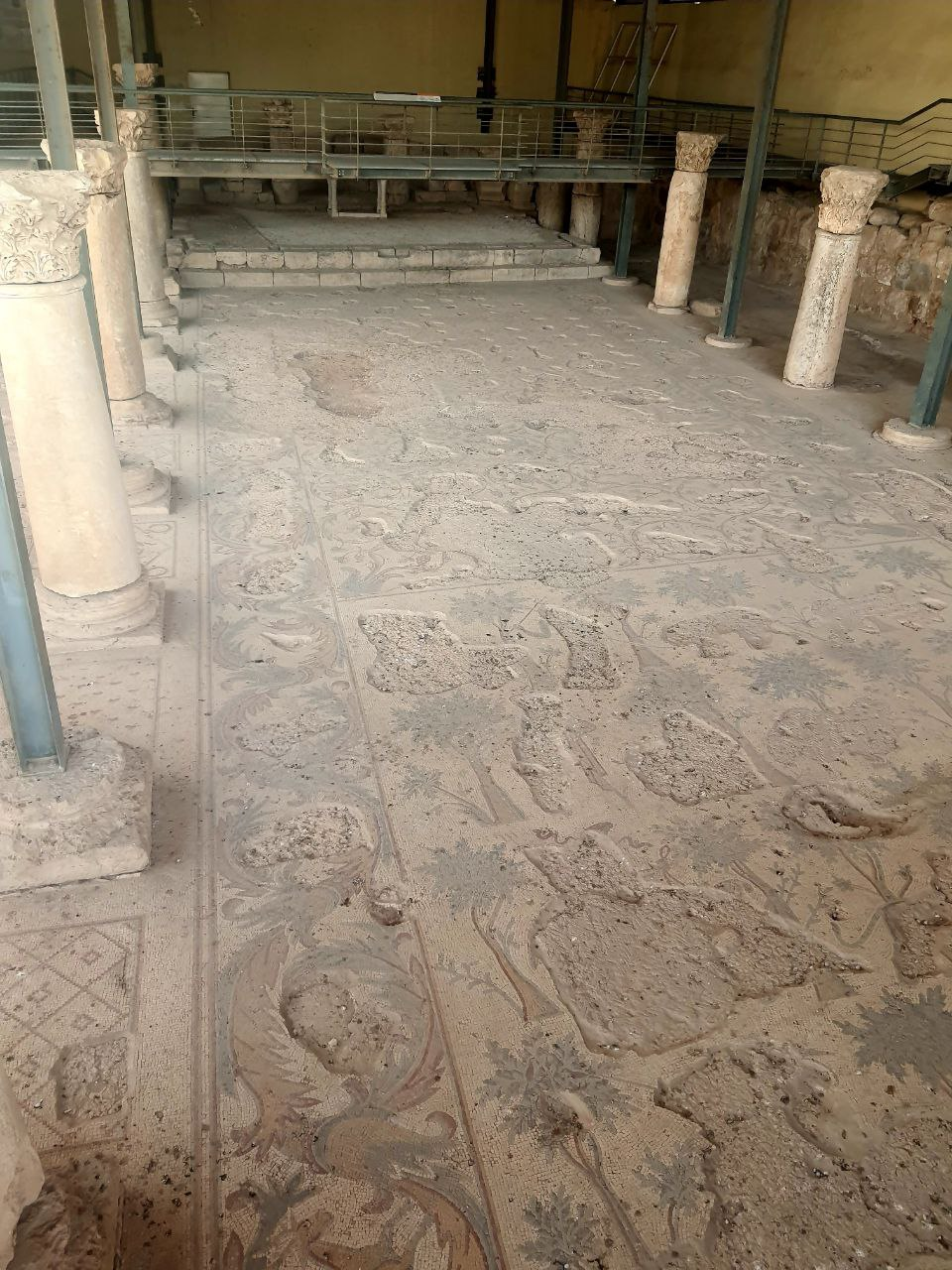
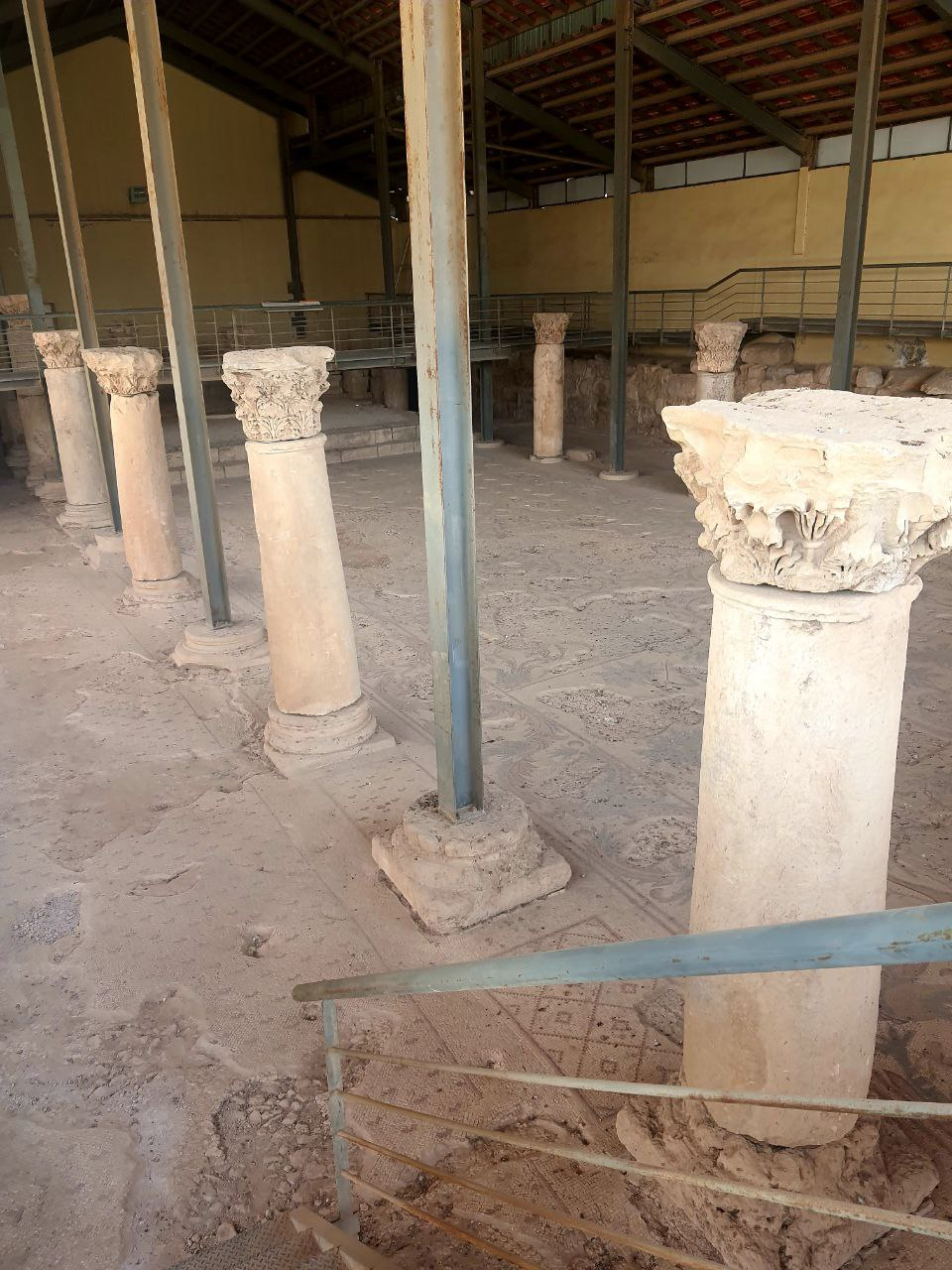
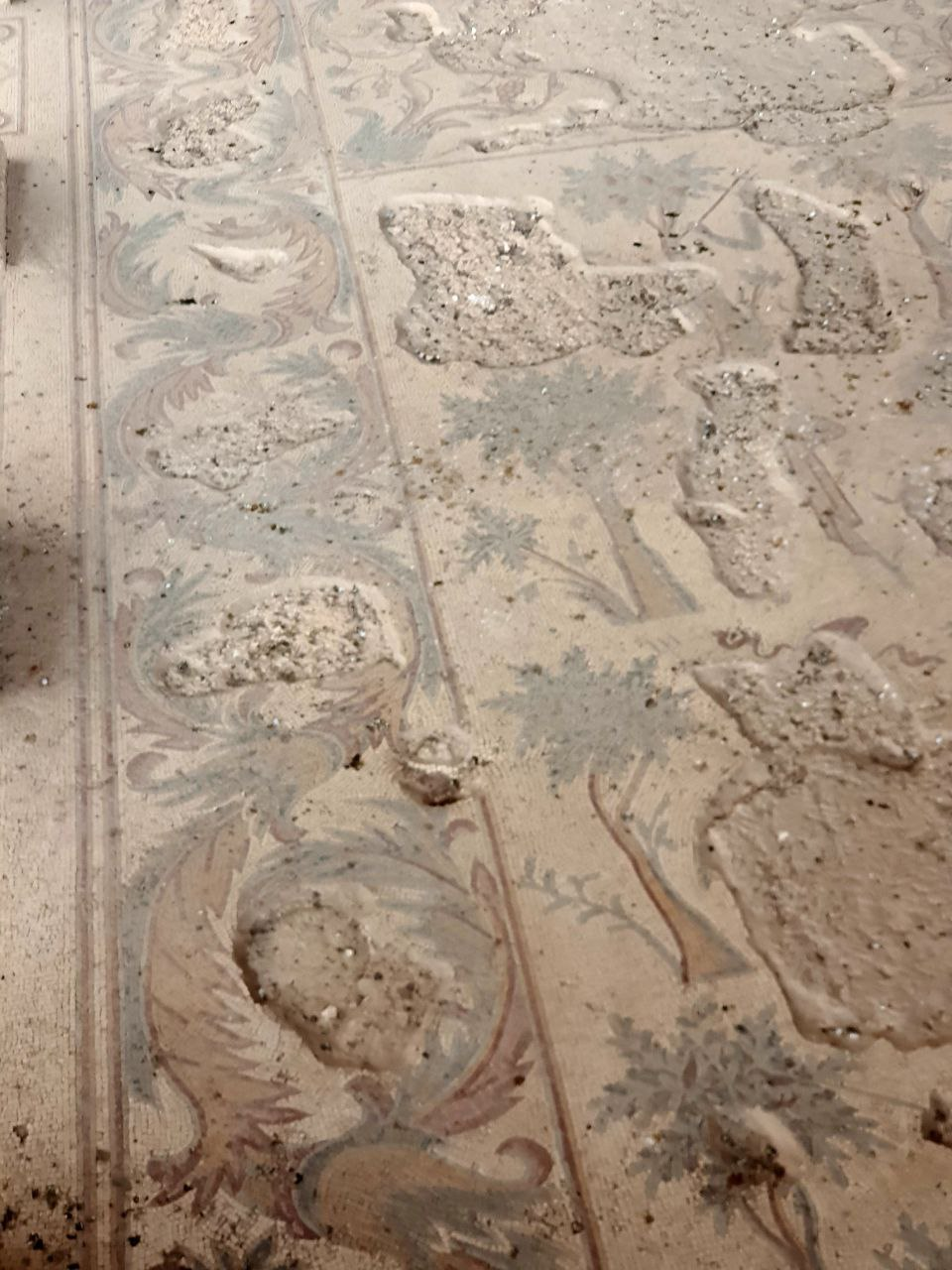
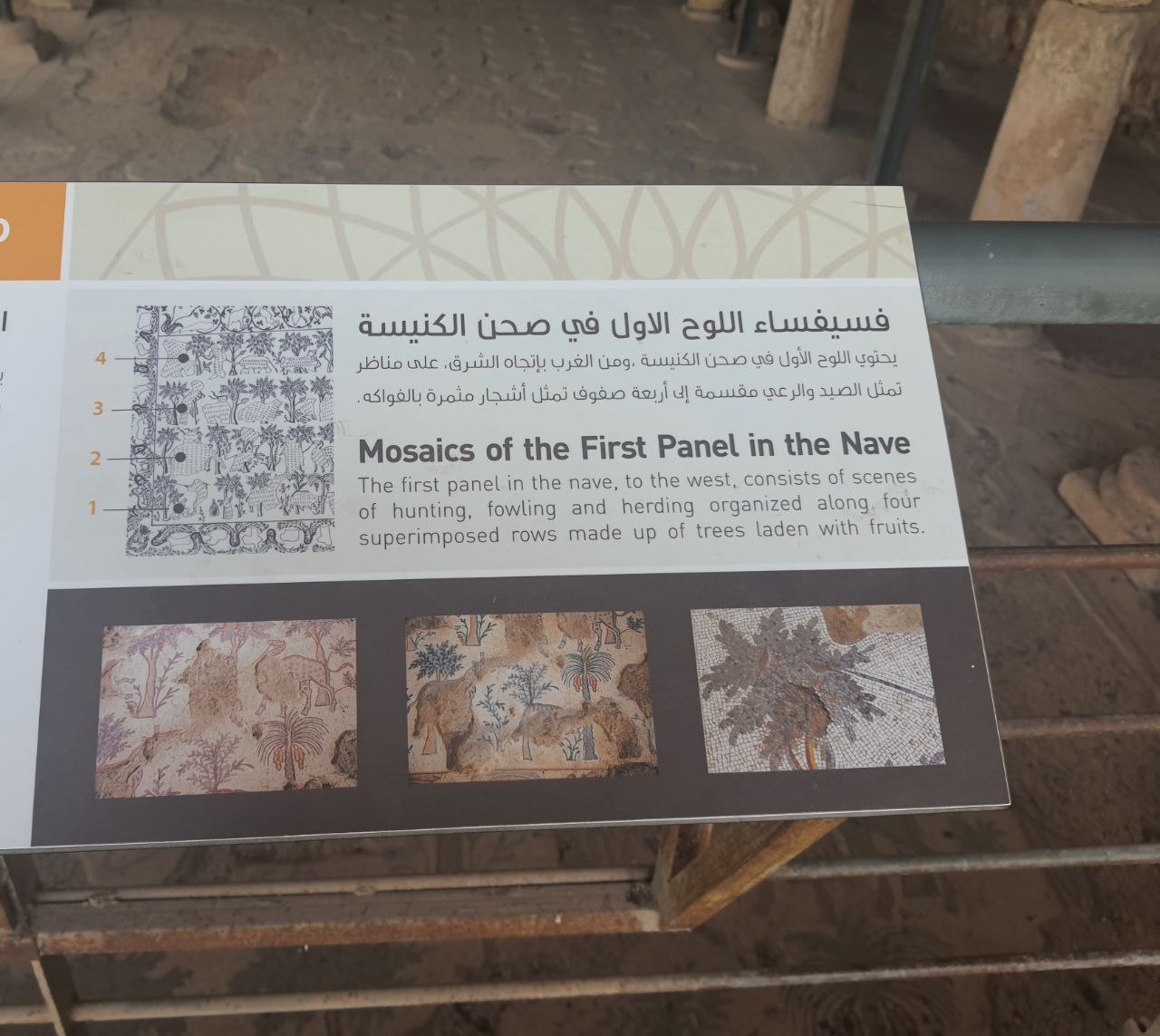